# Michel Baccichetti
Pas d'image ? Cliquez ici

a Compétitions nationales et continentales officielles uniquement.

Michel Baccichetti, né le 25 mai 1951 à Lautignac (Haute-Garonne) et mort le 13 avril 2007 à Muret (Haute-Garonne), est un joueur français de rugby à XV et de rugby à XIII dans les années 1970. Il occupe au cours de sa carrière le poste d'ailier.
Il pratique le rugby à XV près de son lieu de naissance au sein du S.C. Rieumes avant d'opter pour le rugby à XIII pour signer au Toulouse olympique XIII, recruté par Georges Aillères. Il remporte avec ce dernier le Championnat de France en 1973, avec ses coéquipiers Roger Garrigue, Charles Zalduendo, Francis Pierre, Maurice de Matos et Orféo Balsarin.

## Palmarès
- Collectif :
  - Vainqueur du Championnat de France : 1973 (Toulouse).